# Янтар (броварня)
Миколаївська броварня «Янтар» — підприємство харчової промисловості України, зайняте у галузі виробництва та реалізації пива. Розташоване у місті Миколаєві. Безбалансова філія одного з найбільших виробників пива України ПрАТ «АБІНБЕВ ЕФЕС УКРАЇНА», що належить лідеру світового пивного ринку корпорації Anheuser-Busch InBev та найбільшій пивоварній компанії Туреччини Anadolu Efes.

## Історія

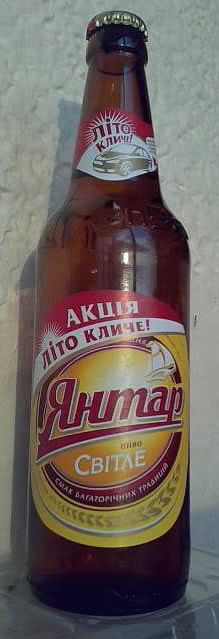
Янтар

Миколаївський пивзавод «Янтар» було збудовано 1973 року за чеським проектом та з використанням найдосконаліших на той час технологій.
В рамках процесу роздержавлення власності у 1994 році підприємство приватизоване зі створенням акціонерного товариства, яке залучило іноземні інвестиції, за рахунок яких було проведено реконструкцію виробничих потужностей. Станом на 1999 рік найбільшим акціонером пивзаводу «Янтар» був кіпрський інвестиційний фонд INVESCO.
У 1999 році контрольний пакет акцій підприємства придбала зареєстрована у нідерландах компанія Interbrew Holding B.V., яка після низки злиттів та поглинань увійшла до структури Anheuser-Busch InBev — найбільшого виробника пива у світі. Безпосередня реалізація прав володіння пивзаводом здійснюється через дочірнє підприємство «САН ІнБев Україна», яке до 2006 року володіло контрольними пакетами акцій пивзаводу «Янтар» (71,63 % акцій), а також харківського пивзаводу «Рогань» (87,06 %) та чернігівського пивкомбінату «Десна» (74,48 %), коли ці три підприємства були окремими юридичними особами, зареєстрованими у формі акціонерних товариств. У 2006 році було проведено реорганізацію компанії «САН Інтербрю Україна» (тодішня назва «САН ІнБев Україна») у відкрите акціонерне товариство, на баланс якого були передані активи броварень, якими вона володіла, включаючи пивзавод «Янтар». На сьогодні броварня — безбалансова філія ПрАТ «АБІНБЕВ ЕФЕС УКРАЇНА».
Протягом 2005—2006 років на підприємстві проведено чергову реконструкцію. Інвестиційний проект на суму 29 мільйонів євро дозволив майже вдвічі збільшити виробничу потужність пивзаводу.

## Асортимент продукції
На сьогодні пивзаводом «Янтар» випускається 2 сорти пива під однойменною торговельною маркою:
- «Янтар Світле» — Густина 9,7 %. Алк.об. 4,3 %. Світле пиво. Тара: пляшки 0.5л, 1л, 1.2л та 2л; кеги.
- «Янтар Чорний принц» — Густина 15,0 %. Алк.об. 6,2 %. Темне пиво. Тара: пляшка 0.5л.

Крім цього, на виробничих потужностях пивзаводу «Янтар» розливається пиво торговельних марок «Чернігівське» та «Рогань», а також «Жигулівське».

«Жигулівське» пиво представлене наступним сортом:
- «Жигулівське Віденське» — Густина 11,0 %. Алк.об. 4,6 %. Тара: пляшки 2л.